# Fabián Vargas
Pour les articles homonymes, voir Vargas.
Fabián Vargas, né le 17 avril 1980 à Bogota (Colombie), est un footballeur colombien, qui évolue au poste de milieu relayeur au La Equidad. Au cours de sa carrière il évolue à l'America Cali, à Boca Juniors, à l'Internacional, à l'UD Almería et à l'AEK Athènes ainsi qu'en équipe de Colombie.
Vargas ne marque aucun but lors de ses quarante-et-une sélections avec l'équipe de Colombie entre 2000 et 2009. Il participe à la Copa América en 2001 et 2007 avec la Colombie.

## Carrière
- 1996-2003 : America Cali
- 2003-2009 : Boca Juniors
- 2006-2007 : Internacional (prêt)
- 2009-2011 : UD Almería
- 2011-2012 : AEK Athènes
- 2012- : Independiente [1]

## Palmarès

### En équipe nationale
- 41 sélections et 0 but avec l'équipe de Colombie entre 2000 et 2009.
- Vainqueur de la Copa América 2001.
- Participe au premier tour de la Copa América 2007.

### Avec l'America Cali
- Vainqueur de la Copa Merconorte en 1999.
- Vainqueur du Championnat de Colombie de football en 2000, 2001 et 2002 (Tournoi d'ouverture).

### Avec Boca Juniors
- Vainqueur de la Coupe intercontinentale en 2003.
- Vainqueur de la Copa Sudamericana en 2004 et 2005.
- Vainqueur de la Recopa Sudamericana en 2005 et 2008.
- Vainqueur du Championnat d'Argentine de football en 2003 (Tournoi d'ouverture), 2005 (Tournoi d'ouverture), 2006 (Tournoi de clôture) et 2008 (Tournoi d'ouverture).

### Avec l'Internacional
- Vainqueur de la Coupe du monde des clubs en 2006.
- Vainqueur de la Recopa Sudamericana en 2007.